# 浅瀬石川ダム

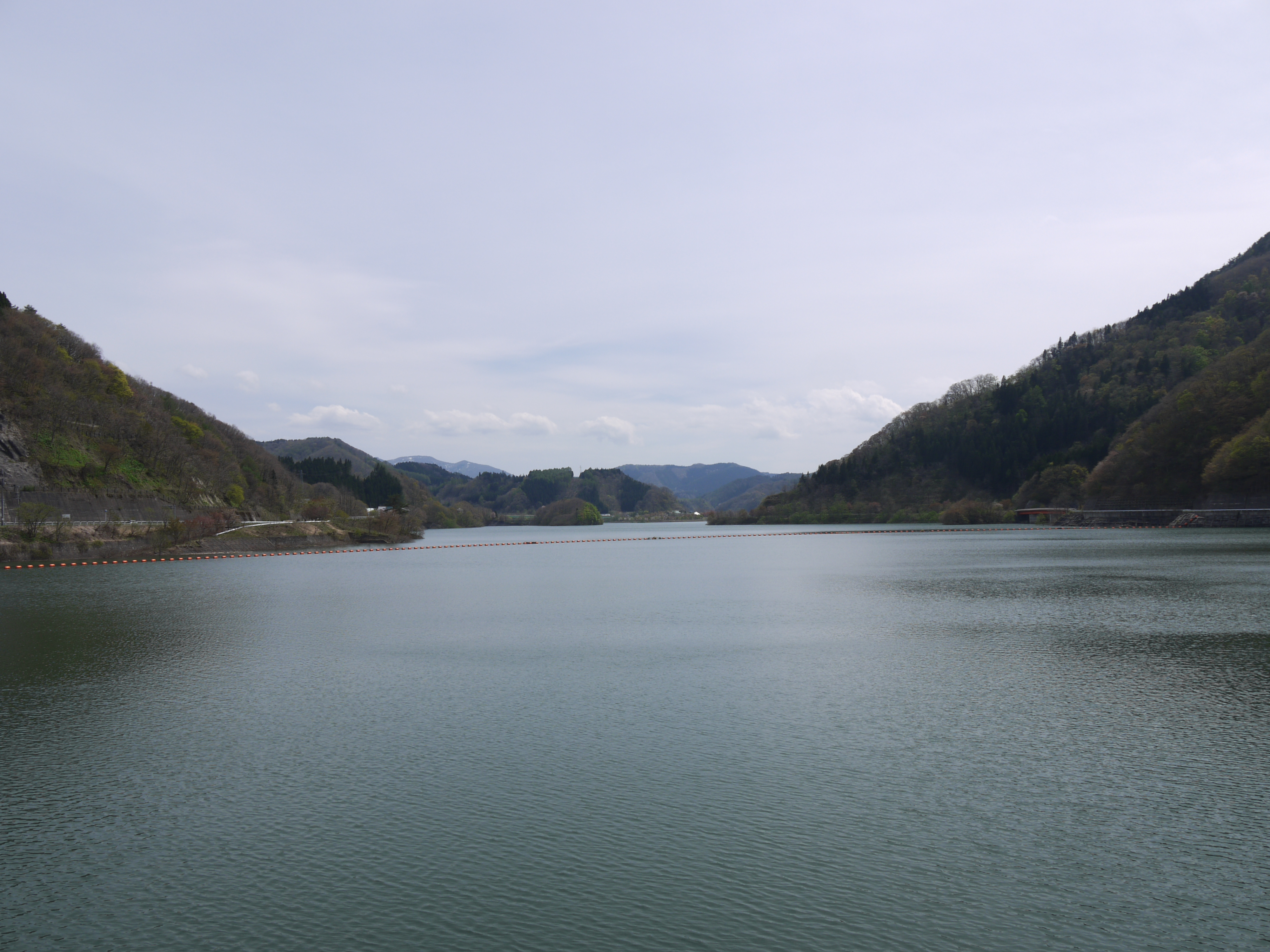
ダム湖の虹の湖（2013年5月）

浅瀬石川ダム（あせいしがわダム）は、青森県黒石市、岩木川水系浅瀬石川（あせいしかわ）に建設されたダムである。堤高91.0m（計画当初は96.5m）の重力式コンクリートダムであり、特定多目的ダムとして建設大臣（現在は国土交通大臣）が直轄管理を行う国土交通省直轄ダムである。

## 地理
浅瀬石川は、岩木川水系の主要な河川である平川の支流である。十和田湖の西側に広がる八甲田山系を水源として概ね北に流れ、黒石市内を貫流したのちに南津軽郡藤崎町において平川に合流する。平川は浅瀬石川と合流すると直ぐに岩木川に注ぎ、北へ流れ十三湖を経て日本海に注ぐ。ダムは黒石市の上流部、温湯温泉の上流にある。

## 目的
五所川原市地点において計画高水流量毎秒5,500トンを毎秒3,800トン（毎秒1,700トンのカット）に軽減する洪水調節、平川市・北津軽郡板柳町・南津軽郡（藤崎町・田舎館村）の農地7,700haへ慣行水利権分の農業用水補給（毎秒11.747トン）を図る不特定利水、東北電力・浅瀬石川発電所（認可出力：17,100kW）による水力発電に加え、青森市・弘前市・黒石市・五所川原市・平川市・北津軽郡（鶴田町・板柳町）・南津軽郡（藤崎町・田舎館村）といった青森県主要部約42万人分の上水道供給（日量132,800トン）を図ることである。沖浦ダムと比較すると洪水調節能力は約17倍、用水補給面積は約1,000haの拡張、発電能力は約6.5倍に増強された。

## 沿革
浅瀬石川ダムの建設された浅瀬石川には既に沖浦ダムがあり、1945年（昭和20年）より水害軽減に貢献していた。しかし、施設老朽化に加え、ダムの洪水調節流量を上回る水害の発生や流域市町村の人口増加に伴う水需要の増大など当初の予測を超える事象が発生し、次第に沖浦ダムだけでは対応しきれなくなった。
この状況に対応するため、建設省東北地方建設局は岩木川水系を1966年（昭和41年）に一級水系に指定し総合的な治水対策を行うこととした。建設省は1960年（昭和35年）に岩木川本川上流部に目屋ダムを完成させたが、更なる治水対策を図るため沖浦ダムが建設されていた浅瀬石川に新たなる多目的ダムの建設を計画した。これが浅瀬石川ダムである。
沖浦ダムの直下流数キロ地点・黒石市袋字富岡地点に計画され、1971年（昭和46年）4月より実施計画調査に入った。さらに1973年（昭和48年）に岩木川水系の治水基本計画である「岩木川水系工事実施基本計画」において浅瀬石川ダムの位置づけが明確にされた。
ダムによって黒石市袋・板留集落など201戸・214世帯が水没する事から反対運動も激しく、1974年（昭和49年）7月20日には水源地域対策特別措置法の「法9条指定ダム」第一回指定ダムに認定された。国庫補助増額や就業斡旋などの条件呈示や漁業権補償を行い補償交渉は妥結、計画発表より17年後の1988年（昭和63年）に完成した。これにより沖浦ダムは完全に水没し43年の歴史に幕を閉じた。現在は水位が極端に低下しない限りダムの姿を見ることは出来ない。

## 虹の湖
ダム湖である虹の湖（にじのこ）は、黒石市出身の詩人である、秋田雨雀が命名したとの説が有力である。沖浦ダム水没後は浅瀬石川ダムのダム湖名に引き継がれて二代目「虹の湖」として現在に至る。二代目・虹の湖は初代・虹の湖と比較すると総貯水容量は約12倍（3,580,000トン→53,100,000トン）、湛水面積（ダム湖の面積）は約6倍（39.0ha→220ha）に拡大されている。なお「虹の湖」という名称は京都府南丹市にある大野ダム（由良川）の人造湖にも命名されているが、こちらは「にじのみずうみ」と読む。
虹の湖はダム建設時に水源地域対策特別措置法により周辺整備が行われ、現在虹の湖周辺には道の駅「虹の湖」や虹の湖ふれあい広場、キャンプ場や釣り場などが整備されている。東北自動車道・黒石インターチェンジより国道102号を南下し約15分で到着するため弘前市や黒石市から近く、かつダム直下流には黒石温泉郷があり、十和田湖への中継地点でもあることから多くの観光客が訪れる。虹の湖ではコイ・フナ・ウグイの他アメマス・ニジマス・ワカサギも釣れることから釣り客も多い。一方湖やその周辺は鳥類も多く生息しオオハクチョウやカモ類が越冬する他、オオタカ・クマタカ・オジロワシ・ハヤブサ・ミサゴといった猛禽類、コノハズク・カワセミなども生息していることが確認されており、北方系の鳥類も生息・飛来することからバードウォッチングにも最適である。
なお、虹の湖に注ぐ二庄内川に建設されている二つのダム、二庄内ダム（ロックフィルダム、86.0m。農林水産省東北農政局）の人造湖は「華の湖」、直下流の大穴ダム（アースダム、21.8m。浅瀬石川土地改良区。二庄内ダムの建設に伴い廃止・解体され現在は存在しない）の人造湖はかつて「藤の湖」と呼ばれ、浅瀬石川上流の三湖沼は統一性のあるネーミングがされている。ただし二庄内ダムへの直進道路は未舗装林道で、尚且つダム直下はかなりの悪路となっているため、一般車両は青荷温泉方面へ向かう雷林道（ダム上流左岸側）から迂回する必要がある。かつての藤の湖跡地には、現在林道傍らに大穴ダムと藤の湖の沿革を記した案内板が存在するのみである。

## ギャラリー

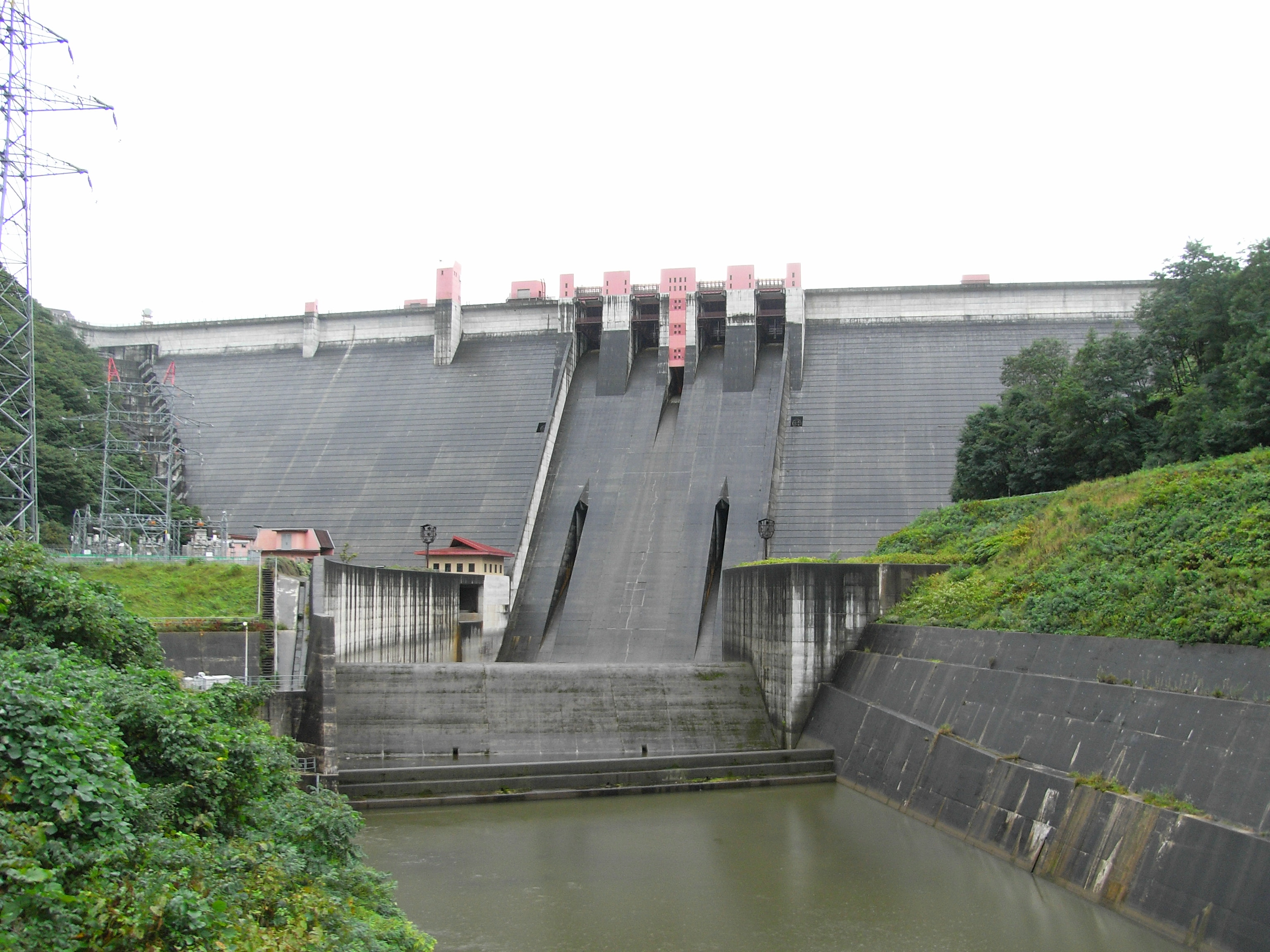
浅瀬石川ダム
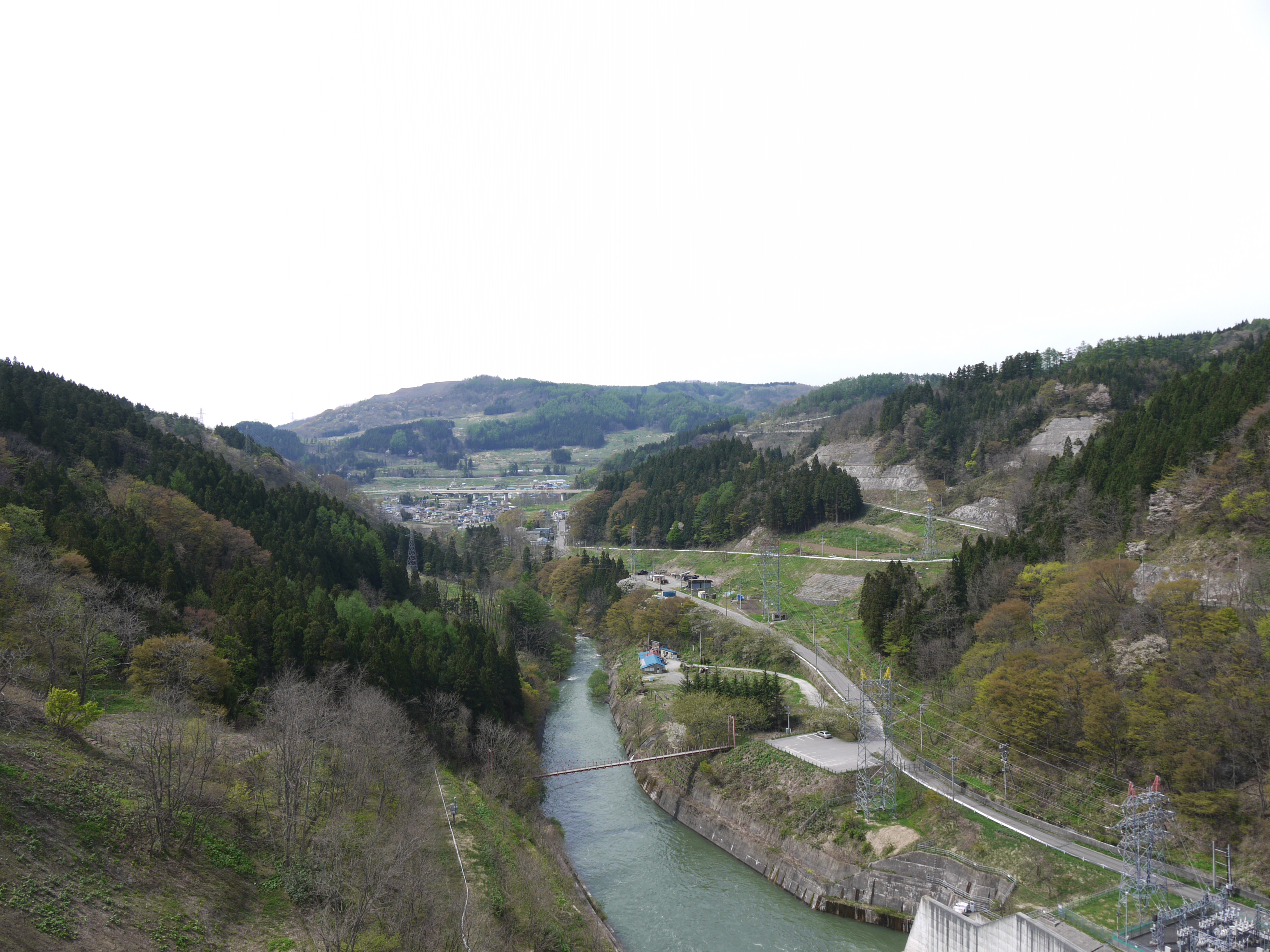
天端の道より下流を望む（2013年5月）
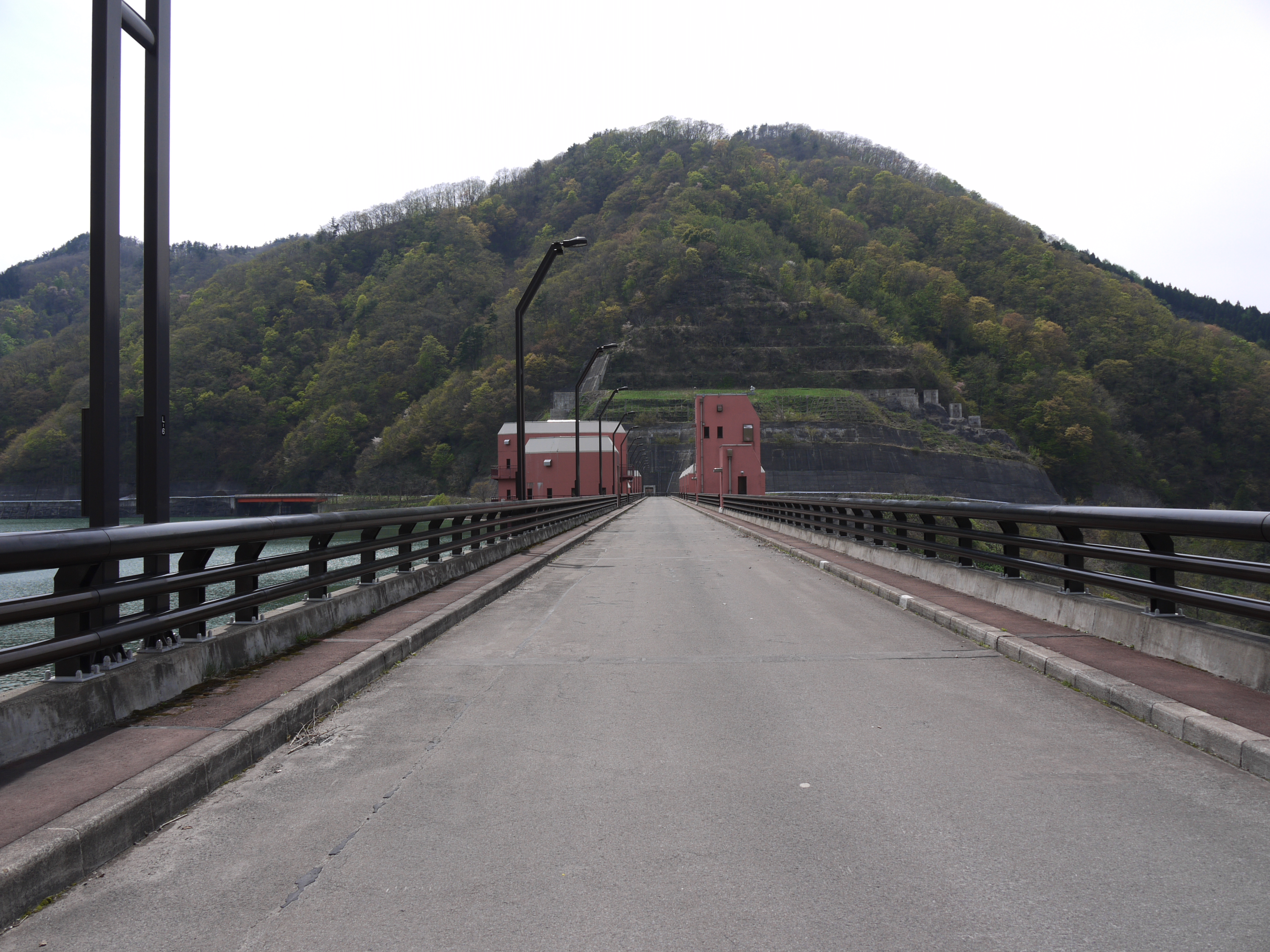
天端は道になっており歩くことができる（2013年5月）
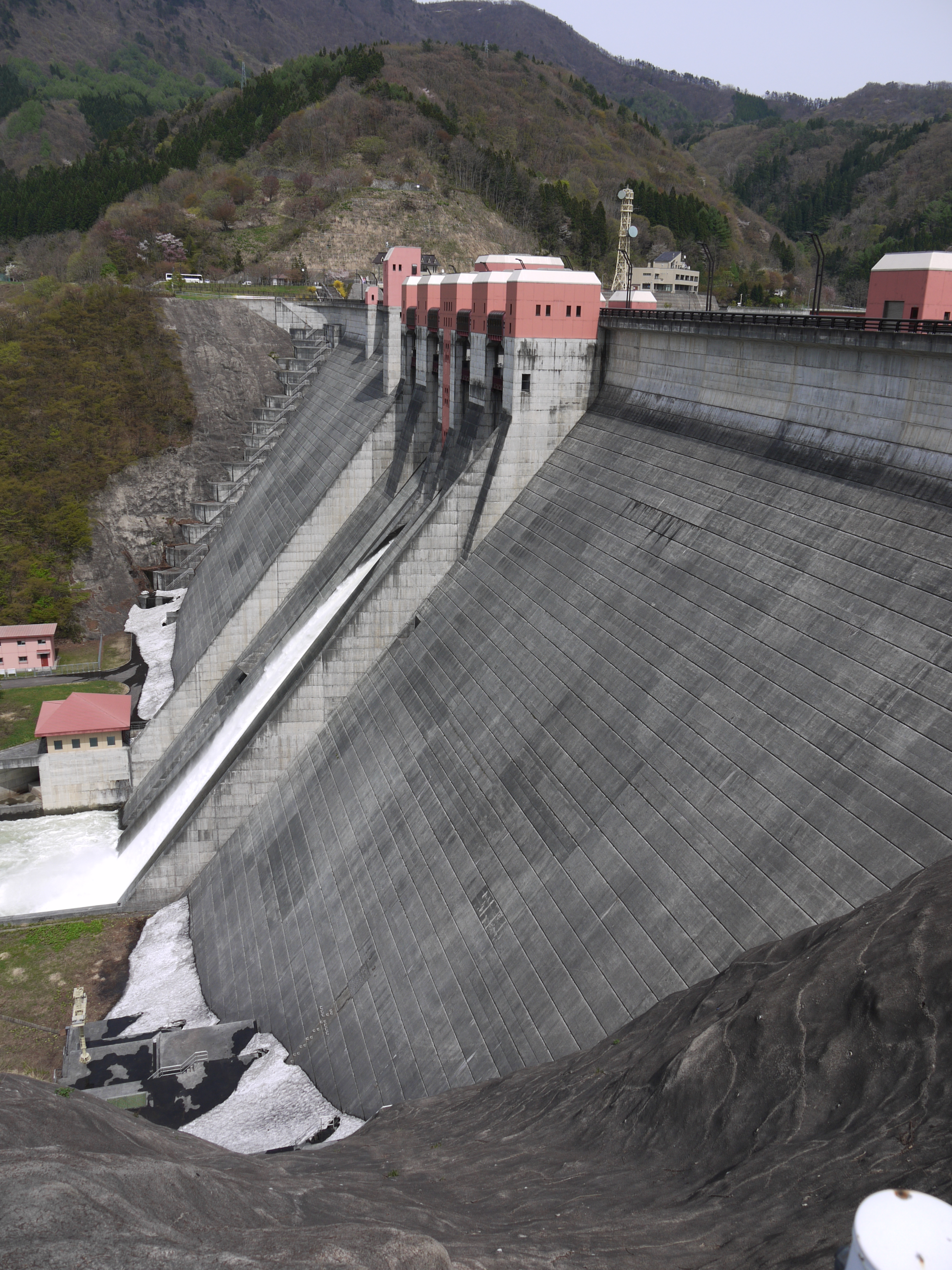
堤体（2013年5月）
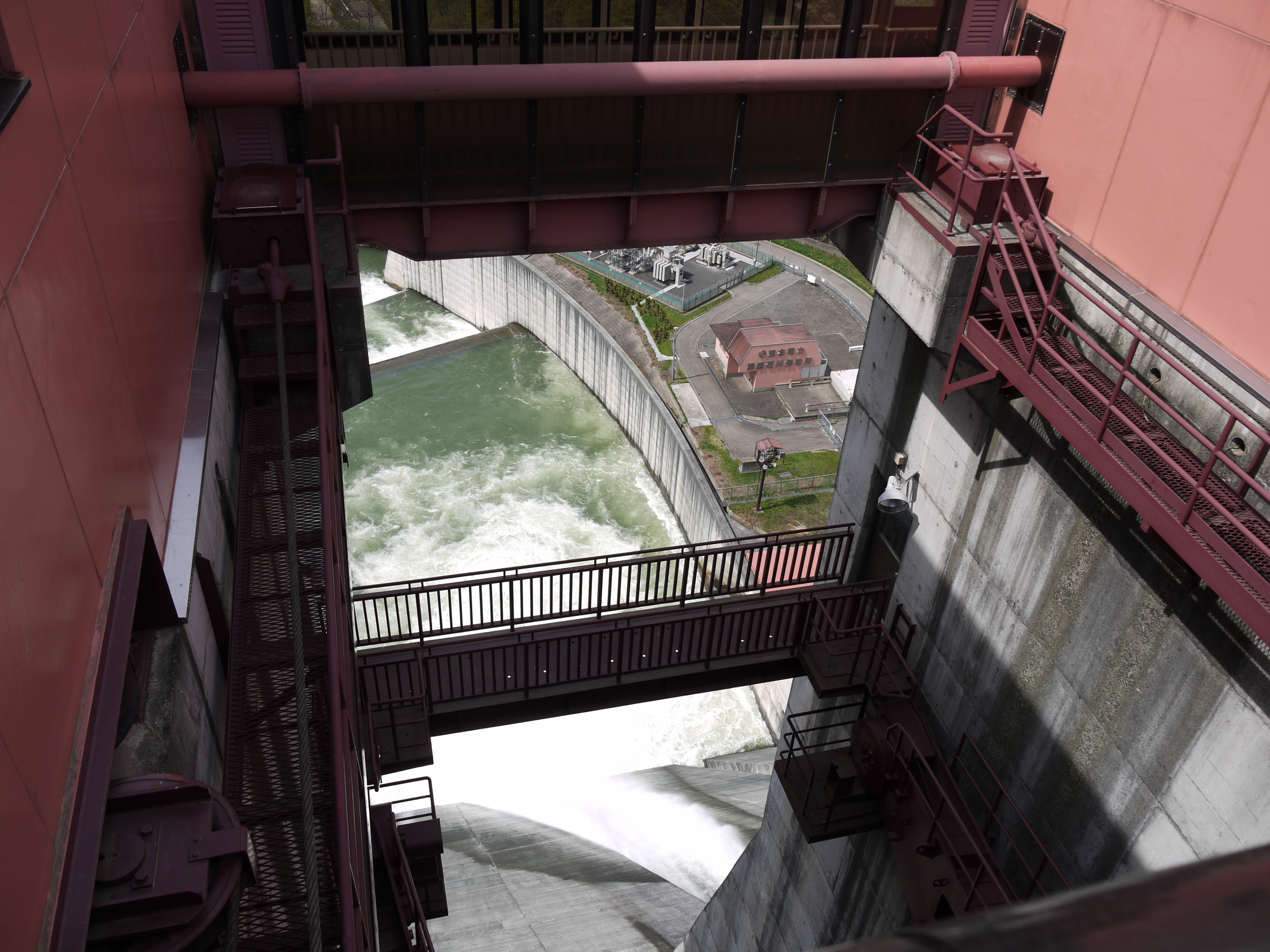
オリフィスゲートからの放水の様子（2013年5月）
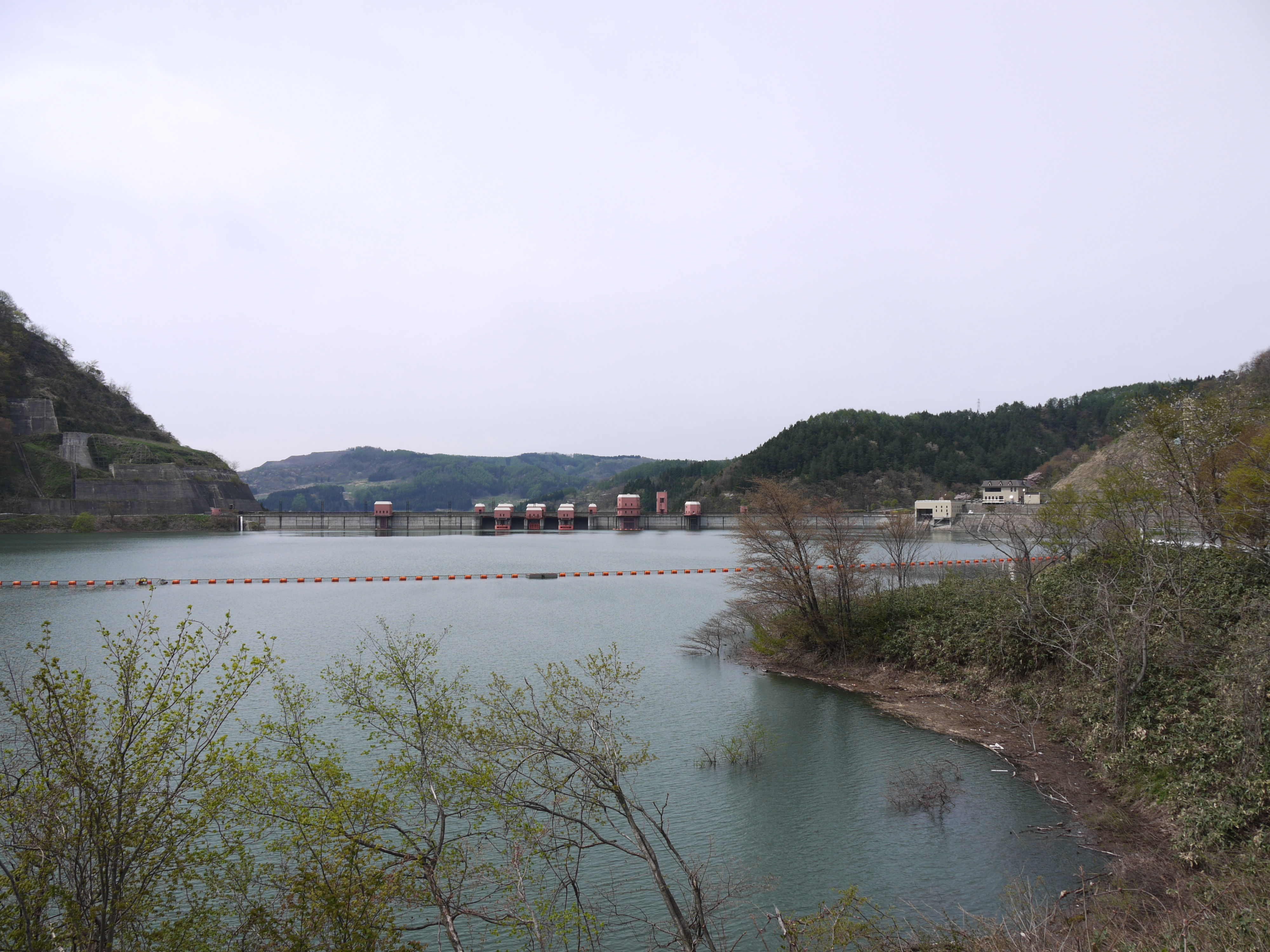
ダム湖から堤体を望む（2013年5月）
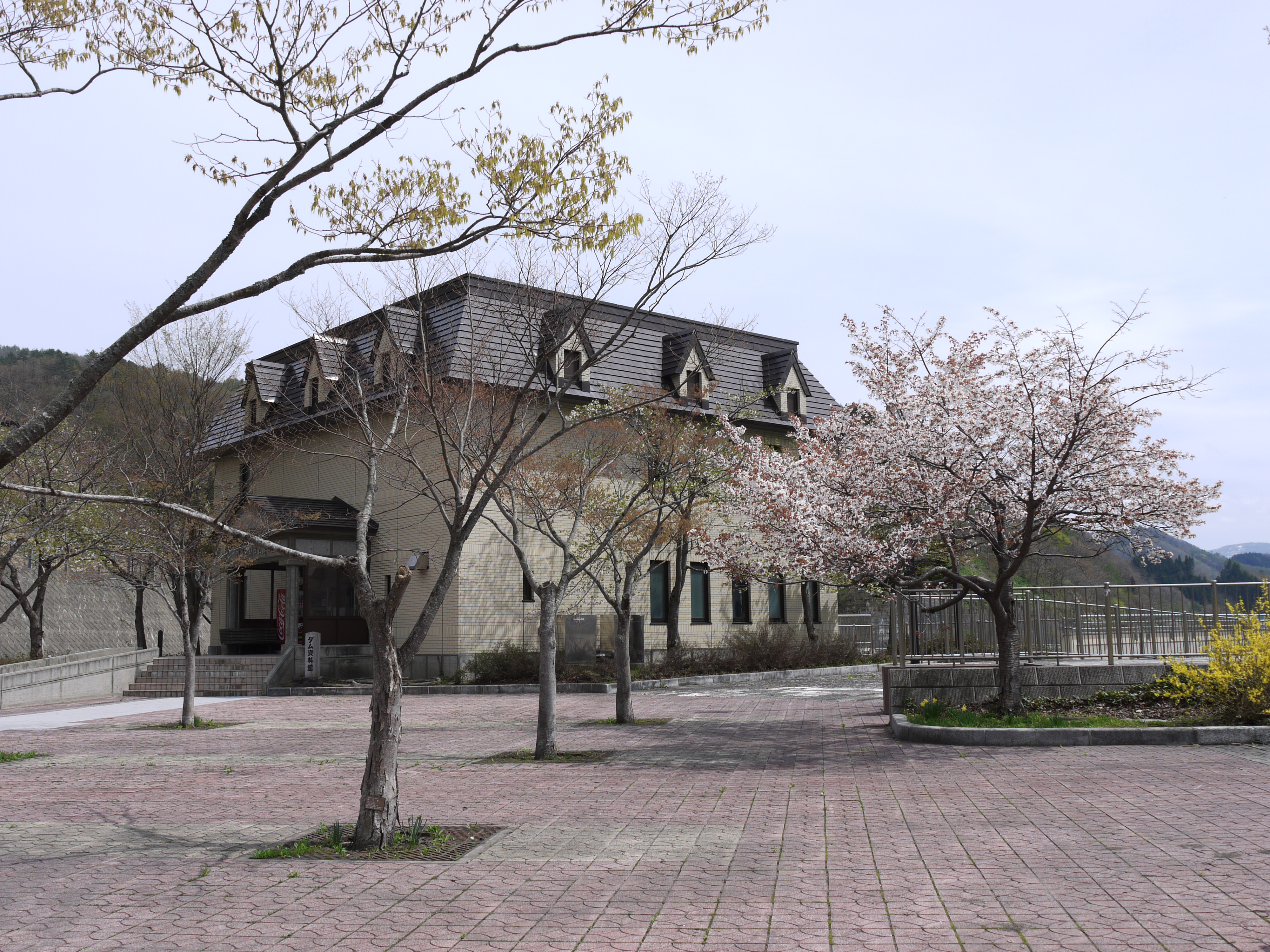
ダム資料館（2013年5月）
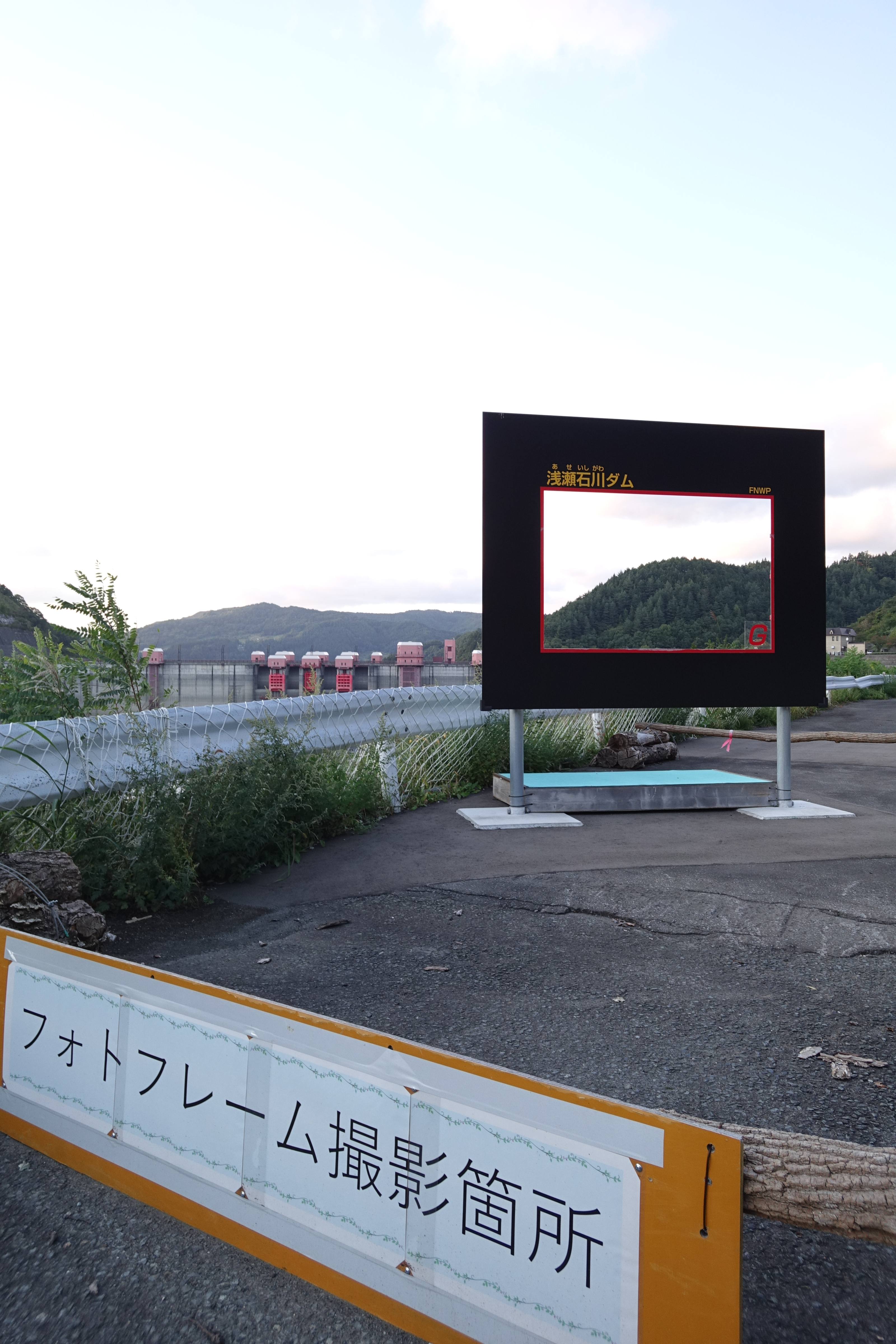
フォトフレーム撮影箇所（2021年10月）